# Illovszky Rudolf Stadion
Az Illovszky Rudolf Stadion (korábban Fáy utcai stadion) egy magyar stadion, mely 2004 óta Vasas SC tulajdona. Itt rendezik a Vasas labdarúgócsapatának mérkőzéseit. A stadion nézőcsúcsa 30 000, ez 1972. május 28-án, a 0:0-ra végződött Vasas-Diósgyőr bajnoki mérkőzésen volt.

## Története

### Régi stadion (1960–2006)

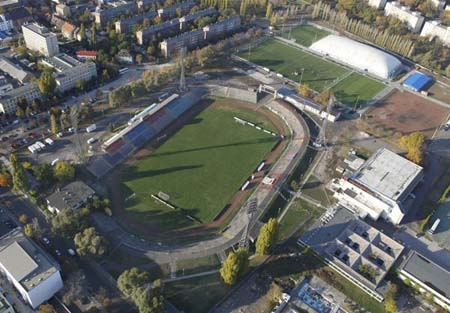
A régi stadion madártávlatból

A Vasas 1961 óta használja a stadiont, addig az Építők-pályán rendezték a csapat mérkőzéseit.
A stadionban 4 válogatott mérkőzést játszott a válogatott.
Nevét Illovszky Rudolfról, a Vasas korábbi válogatott játékosáról, edzőjéről és vezetőjéről kapta, 2002. február 21-én.
2015. december 8-án bejelentették, hogy egy teljesen új stadion épül a 2017-es év végéig. Markovits László, a Vasas SC elnöke elmondta, hogy az építési munkálatok a 2016–17-es élvonalbeli szezonban is tartanak majd, ezért a klubnak az újonnan épült Hidegkuti Nándor Stadionba kell költöznie, hogy lejátszhassa hazai mérkőzéseit. A munkálatok végül 2017-ben kezdődtek meg, és 2019-ig tartottak.
2016. október 29-én játszották az utolsó mérkőzést a régi Illovszky Stadionban. A 2016-2017-es bajnokság 14. fordulójában a Vasas a Videotonnal játszott 1–1-es döntetlent. A találkozót 5050 fő látta a helyszínen, a két góllövő Remili Mohamed és Danko Lazović volt.

### Új stadion (2019–)

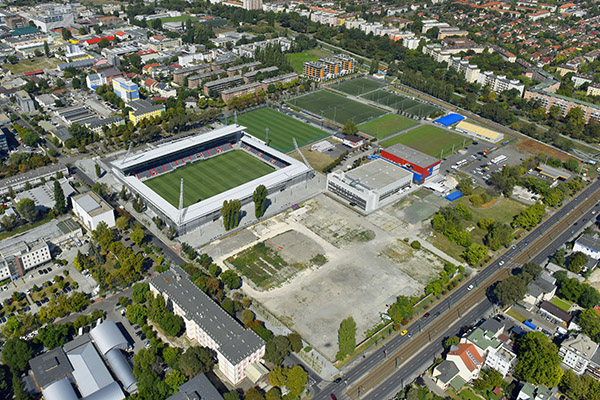
Illovszky Rudolf Stadion légi felvételen

2016. november 1-jén kiderült, hogy az új stadion minimálisan el lesz forgatva a régihez képest és az így merőleges lesz a Fáy utcára.
2017. január 7-én a Vasas szurkolói nyílt levelet írtak, amelyben egy nagyobb kapacitású stadiont kértek. Az ötletet a klub vezetősége is támogatta.
2017. március 16-án Markovits László, aláírta a szerződést a Market-KÉSZ konzorciummal az építési munkálatokról. Markovits elmondta, hogy a stadion bővítése meghosszabbítja a munkálatokat, így az átadás időpontjában is csúszás várható.
Az új Illovszky Rudolf Stadiont 2019. július 5-én avatta fel a csapat egy Dunaszerdahelyi AC elleni barátságos mérkőzéssel, amelyet a Vasas 2–0-ra nyert meg.
2019-ben itt játszotta a Budapest Honvéd FC a Žalgiris elleni Európa-liga mérkőzést.
A futballpályán a legmodernebb hibrid-gyepszőnyeg található. A stadionhoz tartozik VIP helyiség, étterem, raktár és mellékhelyiségek. A stadionban elektromos, színes kijelző, óriás kivetítő található, hangosítás központilag megoldott, a befogadóképessége 5054 fő, de a keleti lelátó bővítésével 6204 szurkoló befogadására alkalmas.

## Válogatott mérkőzések a stadionban
| Dátum              | Kiírás               | Ellenfél   | Eredmény | Nézőszám |
| ------------------ | -------------------- | ---------- | -------- | -------- |
| 1990. június 2.    | Barátságos           | Kolumbia   | 3-1      | 5.000    |
| 1995. március 8.   | Barátságos           | Lettország | 3-1      | 3.000    |
| 1995. november 11. | 1996-os EB-selejtező | Izland     | 1-0      | 3.000    |
| 2000. június 3.    | Barátságos           | Izrael     | 2-1      | 5.000    |

## Külső hivatkozások
- magyarfutball.hu - Fényképek és adatok az Illovszky stadionról